# Paul Rieth

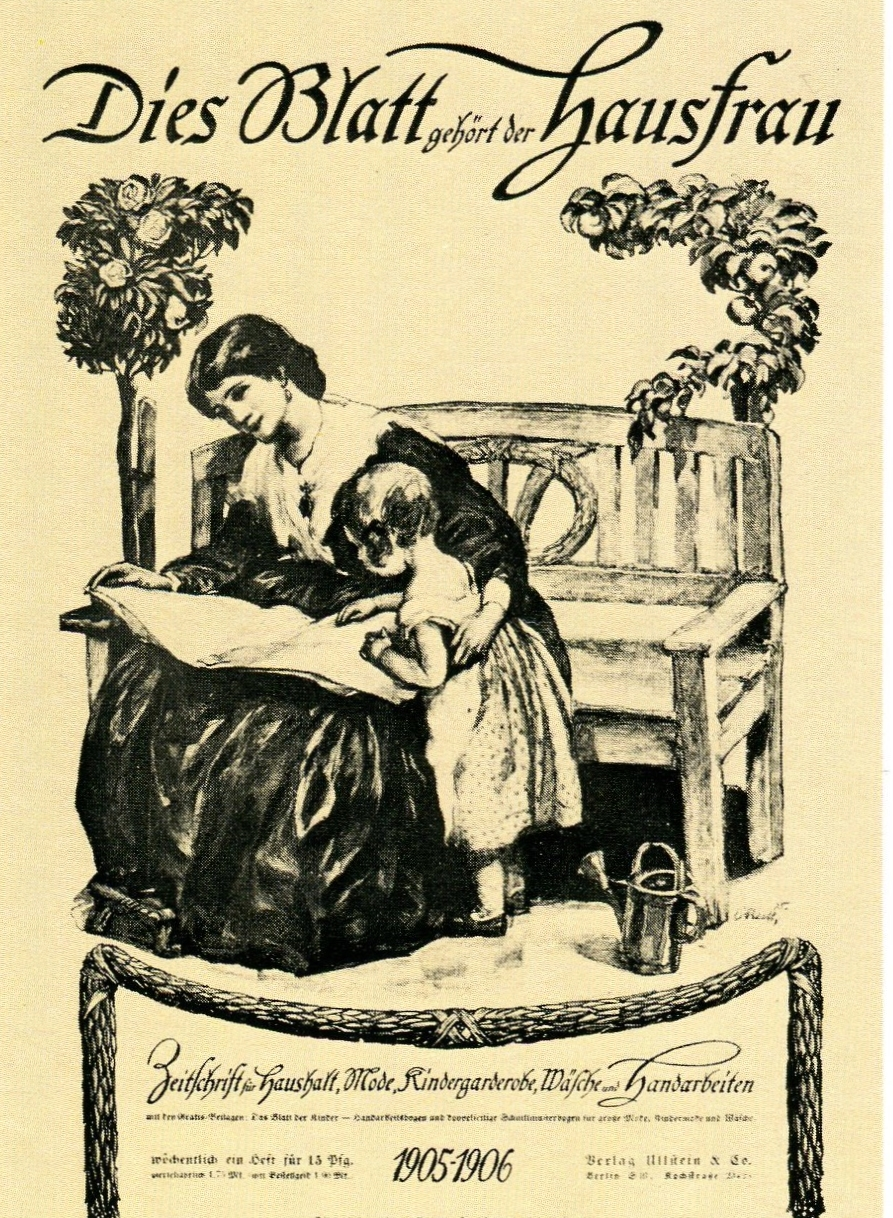
Titelblatt von Paul Rieth für Dies Blatt gehört der Hausfrau von 1905

Paul Rieth (* 16. Juni 1871 in Pößneck, Thüringen; † 15. Mai 1925 in München) war ein Kunstmaler und Zeichner. Paul Rieth zeichnete sich durch seine Darstellung des mondänen Gesellschaftslebens in Deutschland zu Beginn des 20. Jahrhunderts aus.
Rieth studierte seit dem 18. Oktober 1886 an der Kunstakademie München in der Bildhauerklasse von Max von Widnmann, später war er Schüler von Ludwig von Löfftz und anschließend unter Klaus Meyer in Karlsruhe. Rieth war ein Hauptmitarbeiter der Münchner Zeitschrift Jugend und zeichnete auch für Dies Blatt gehört der Hausfrau vom Ullstein Verlag.
Ein Teil seines Werks befindet sich heute in der Graphischen Sammlung der Eberhard Karls Universität Tübingen und wird vom Museum der Universität Tübingen MUT verwaltet.